# Callistachys cordifolia
Callistachys cordifolia là một loài thực vật có hoa trong họ Đậu. Loài này được (Andrews) Kuntze miêu tả khoa học đầu tiên năm 1891.